# Astrachań
Astrachań (ros. Астрахань, tat. Әстерхан) – miasto w Rosji, położone w delcie Wołgi, około 100 km od Morza Kaspijskiego i 1534 km od Moskwy. Stolica obwodu astrachańskiego. W 2021 roku zamieszkany przez 475 629 osób. Powierzchnia miasta wynosi 208,7 km².

## Historia

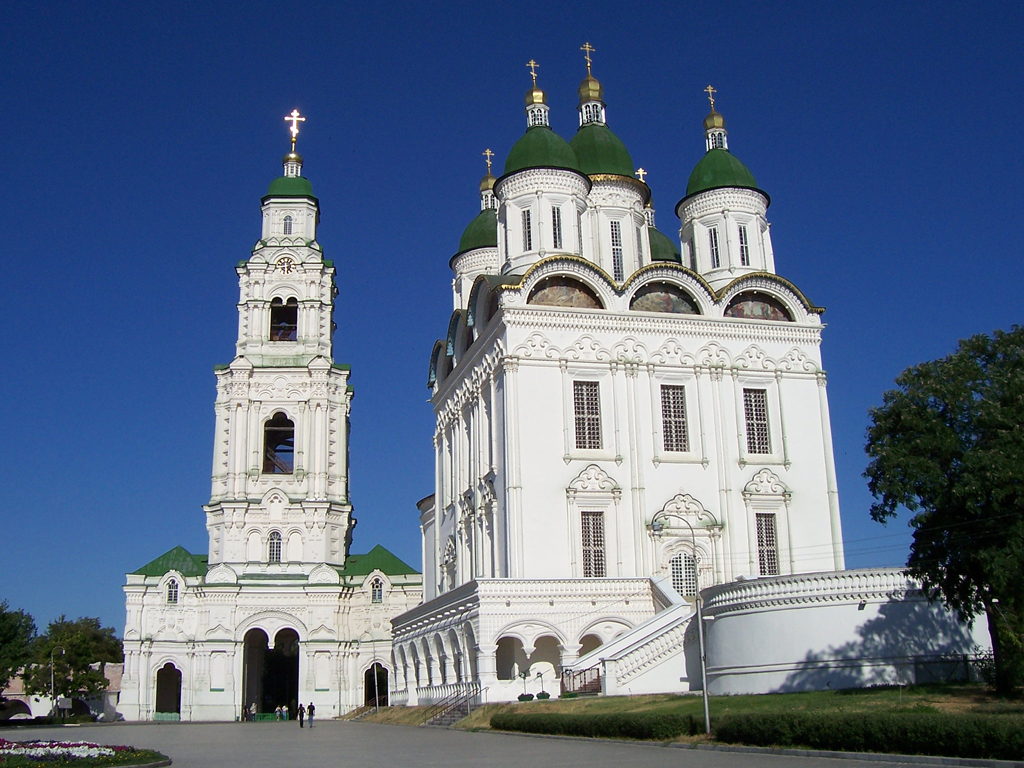
Sobór Zaśnięcia Matki Bożej (XVIII w.)

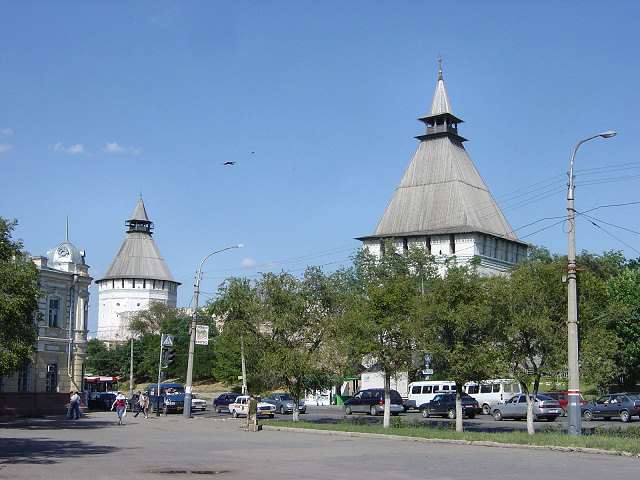
Kreml w Astrachaniu

Miasto wzmiankowane po raz pierwszy w 1333 przez Ibn Battutę. Według jego relacji zostało założone przez możnego, który odbył pielgrzymkę do Mekki (hadżdż) i stąd nazwał osadę Ḥāǰǰī Tarḵān. Miasto znajdowało się na wzgórzu około 11 km od dzisiejszego centrum. Genueńscy kupcy nazywali je Citracano.
W 1395 roku miasto zostało zdobyte i zniszczone przez Timura. W 1466 r., po rozpadzie Złotej Ordy, stolica samodzielnego chanatu astrachańskiego. W 1554 r. i ponownie w latach 1556–57 znalazł się w rękach Państwa Moskiewskiego. W 1569 roku miasto nieskutecznie próbowały zdobyć wojska osmańskie. Rok później sułtan zrzekł się roszczeń do Astrachania. Pomiędzy 1589 a 1692 miasto przeniesiono do dzisiejszej lokalizacji, wybudowano kreml i obwarowano.
W 1614 roku mieszkańcy miasta szturmem zdobyli kreml i wygnali Marynę Mniszchównę i jej protektora Iwana Zaruckiego. W latach 1670–71 przez 7 miesięcy miasto znajdowało się pod władzą Stieńki Razina i jego kozackich powstańców. W 1705 roku zajęte przez powstańców podczas powstania Buławina.
W latach 1717–1785 oraz od 1802 miasto gubernialne. W 1722 Piotr Wielki nakazał wybudowanie w mieście portu wojennego. W 1867 port został przeniesiony do Baku. Po 1870 r. stał się punktem tranzytowym transportu nafty z Zakaukazia do Rosji.
W 1942 roku podczas II wojny światowej Astrachań był oblegany przez wojska III Rzeszy, ale nie został zdobyty.

## Podział administracyjny
Miasto podzielone jest na cztery rejony (w nawiasie liczba mieszkańców w 2021 roku):
- Kirowskij (107 355)
- Leninskij (137 757)
- Sowietskij (127 721)
- Trusowskij (102 796).

## Gospodarka
Od XVIII wieku Astrachań słynie z produkcji kawioru. Miasto jest dużym portem morsko-rzecznym i rybackim. Połączony jest kanałami z redą, na której dokonuje się przeładunków ze statków rzecznych na morskie i odwrotnie. Przeładowuje się głównie drewno i ropę naftową. Rozwinięte są takie gałęzie przemysłu jak:
- spożywczy (głównie rybny)
- lekki
- stoczniowy
- maszynowy
- drzewny
- celulozowo-papierniczy
- chemiczny.

## Nauka i oświata
W mieście mają siedzibę:
- Astrachański Uniwersytet Państwowy;
- Astrachański Państwowy Uniwersytet Techniczny;
- Astrachański Państwowy Uniwersytet Medyczny;

ponadto
- inne szkoły wyższe;
- Instytut Naukowo-Badawczy Rybołówstwa i Oceanografii.

## Transport
Miasto jest węzłem kolejowym z dwiema stacjami, Astrachań 1 i Astrachań 2. Posiada międzynarodowy port lotniczy o znaczeniu federalnym.
Dawniej miasto posiadało także sieć komunikacji tramwajowej.

## Atrakcje turystyczne
Miasto nie należy do wielkich ośrodków turystyki. Ma jednak kilka zabytków:
- Kreml (XVI, XVII w.), z soborami:
  - Zaśnięcia Matki Bożej (XVIII w.)
  - Trójcy Świętej (XVII/XVIII w.)

Ponadto wybudowano tu galerię obrazów i muzeum. Jest również Teatr Dramatyczny .

## Sport
- Dinamo Astrachań – klub piłkarski
- Wołgar-Gazprom Astrachań – klub piłkarski